# Pluktuin

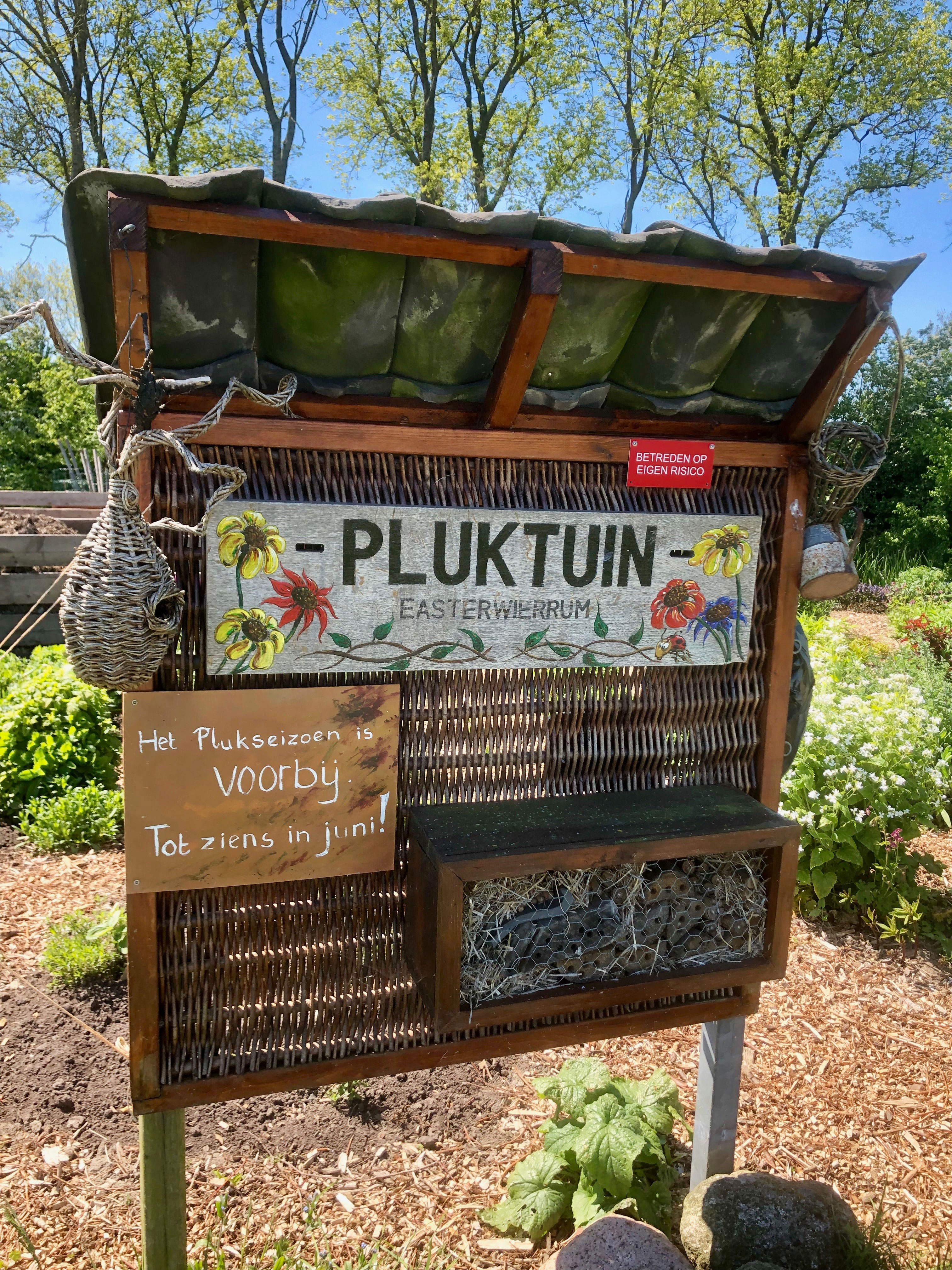
Een pluktuin nabij Oosterwierum.

Een pluktuin is een tuin of veld waar bezoekers zelf bloemen kunnen plukken en een boeket samenstellen om mee te nemen, doorgaans tegen betaling. Deze tuinen zijn meestal seizoensgebonden en vooral geopend tijdens de lente- en zomermaanden.

## Kenmerken
Bezoekers van een pluktuin hoeven vaak geen toegangskosten te betalen. De kosten zijn meestal gebaseerd op het aantal bloemen dat wordt geplukt, het gewicht van het boeket, of de grootte van de container die wordt gebruikt om de bloemen te verzamelen. Sommige pluktuinen bieden extra voorzieningen aan, zoals een theetuin. Naast bloemen kunnen sommige pluktuinen ook fruit, groenten of kruiden aanbieden.

## Voordelen
Pluktuinen bieden verschillende voordelen ten opzichte van het kopen van bloemen in reguliere winkels. De bloemen in pluktuinen zijn vaak verser, wat de houdbaarheid in een vaas verlengt. Bezoekers hebben de mogelijkheid om een grotere variëteit aan bloemen te selecteren. Bovendien kunnen pluktuinen economisch voordeliger zijn voor grotere boeketten.

## Duurzaamheid
Pluktuinen zijn vaak gericht op duurzaamheid. Ze bieden lokaal geteelde bloemen aan die doorgaans vrij zijn van pesticiden. Het lokale karakter van de teelt vermindert ook de noodzaak voor lange transportafstanden, wat bijdraagt aan een verminderde ecologische voetafdruk.